# Vénus anadyomène
Pour les articles homonymes, voir Vénus et Vénus anadyomène (homonymie).

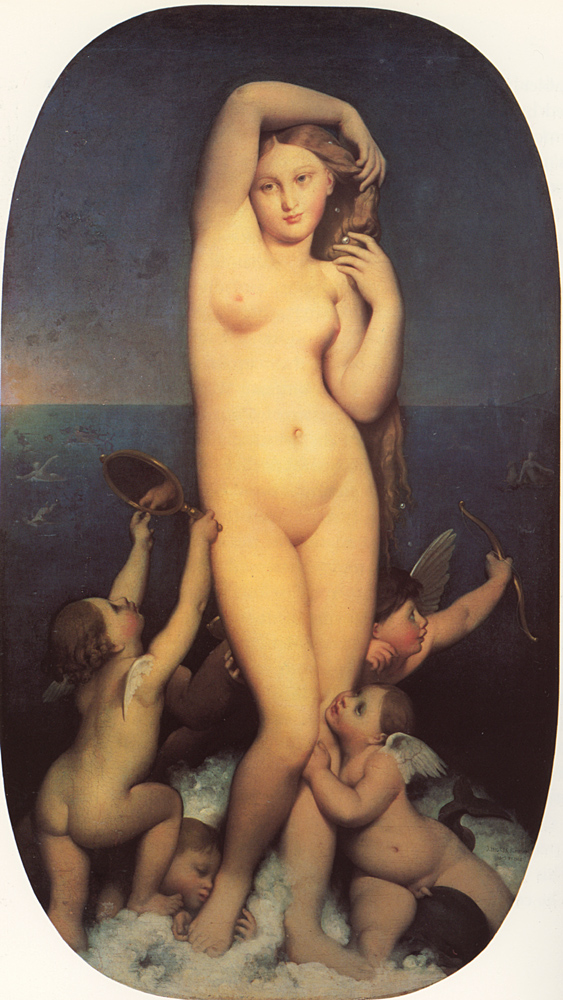
Vénus anadyomène. Ingres (entre 1808 et 1848). Huile sur toile, H. 164 cm.
Musée Condé

La Vénus sortie des eaux ou « Vénus anadyomène » (du grec ancien ἀναδυομένη, « surgie vers le haut », c’est-à-dire « sortie des eaux » ou « surgie des eaux ») est un thème artistique courant de la peinture occidentale, issu de la mythologie gréco-romaine.

## Antiquité

### Thème littéraire
L'adjectif « anadyomène » est un emprunt au latin anadyomene, substantif lui-même emprunté au grec ἀναδυομένη, désignant Vénus sortant de l'eau, et participe passé de ἀναδύομαι. L'épithète faisait référence à la légende transmise par Hésiode (Théogonie) à propos de la naissance d'Aphrodite, qui aurait émergé de l'écume de la mer à Chypre après que le sang et le sperme du sexe coupé d'Ouranos se seraient mêlés à l'eau de la mer.

« [...] Il [Ouranos] s'en vint, amenant la nuit, le grand Ciel ; autour de la Terre, dans son désir de bonne entente, il se répendit et s'allongea entièrement. Mais l'autre [Kronos] de son embuscade - son fils - tendit la main, la main gauche : de la droite il saisit l'énorme serpe aux dents aigües, et, du sexe de son propre père, avec élan, il fit moisson, avant de le rejeter, d'un geste inverse pour qu'il fut emporté au loin, derrière lui. Certes, ce ne fut pas sans effet que la chose s'enfuit de sa main. Car toutes les éclaboussures qui d'un élan jaillirent, mêlées de sang, la Terre les reçut : toutes. Et au long de la ronde des années, elle donna naissance aux Érinyes puissantes, aux grands Géants, resplendissants sous leur armure, de longues javelines en main, et aux nymphes qu'on appelle Méliennes, nymphes des Frênes sur la terre sans bornes. Quant au sexe, sitôt qu'il l'eut tranché, d'un coup du métal indomptable et lancé, loin de la terre ferme, dans le flot marin qui baigne tant de choses, il était emporté au large, et cela dura longtemps. A l'entour, une blanche écume sourdait de la chair immortelle ; et en elle une fille prit corps. En premier lieu ce fut de la divine Cythère qu'elle s'approcha ; de là, ensuite, elle parvint à Chypre au milieu des flots. Puis elle sortit de l'eau, la belle déesse vénérée — et à l'entour l'herbe, sous ses pieds vifs, grandissait. — Celle là, c'est Aphrodite, [déesse née de l'aphros, de l'écume, et encore : Cythérée à la belle couronne.]  Voilà comment l'appellent dieux et hommes, parce que c'est dans l'écume, l' aphros, qu'elle prit corps ; ou encore Cythérée parce qu'elle toucha terre à Cythère ; Cyprogénée, par ce qu'elle naquit à Chypre, baignée des flots ; et encore Philommèdée, amie du sexe, parce que c'est du sexe qu'elle sortit pour faire son apparition. Elle eut Amour pour compagnon et le beau Désir à sa suite, dès sa naissance, dès le premier moment où elle partait rejoindre la tribu des dieux. [...] »

Cette version est évoquée dans l'un des Hymnes homériques :

« (...Chypre) où le souffle puissant de l'humide Zéphyr la porta, sur les vagues de la mer mugissante, dans la molle écume. »

Les textes antiques rapportent cependant une deuxième tradition quant à la naissance d'Aphrodite. Dans le chant XIV de l'Iliade elle est la fille de Zeus et de Dioné. Mais cette version pose de nombreux problèmes d'interprétation.

### Peinture d'Apelle et reprises sculptées
Le peintre Apelle de Cos (IVe siècle av. J.-C.) est l'auteur d'une peinture murale très célèbre dans l'Antiquité, aujourd'hui perdue, mais copiée à de nombreuses reprises, et transposée en sculpture. Par la suite, de nombreux peintres occidentaux ont repris ce thème et le motif de la pose transmise par les sculptures antiques, dont Botticelli  et sa La Naissance de Vénus, vers 1485, œuvre majeure de la Renaissance italienne.
La peinture d'Apelle représentait la déesse nue, debout, lorsqu'à peine sortie de la mer, elle essore gracieusement l'eau de ses cheveux. La peinture a été créée pour les citoyens de l'île de Kos et y a été accrochée dans le temple d'Asclépios. Sur ordre d'Auguste, le tableau fut apporté à Rome. Là, il a été consacré comme un portrait de la mère ancestrale de la famille Julius, dédié à son père adoptif déifié, Jules César. Les citoyens de Kos ont été indemnisés par un abattement fiscal de 100 talents. À l'époque de Néron, la moitié inférieure du tableau qui était abîmée fut remplacée par une copie du peintre Dorotheos. La moitié supérieure a été restaurée à l'époque de Vespasien.
La peinture a fait l'objet, dans l'Antiquité, d'une multitude de reprises plus ou moins éloignées de l'original, y compris sous forme de statuettes et de statues, en marbre, en bronze et en d'autres matériaux moulés.
Par ailleurs, le motif de Vénus nue, agenouillée dans un coquillage, entre les deux valves, aurait pu être la forme simplifiée d'un motif où la déesse, à sa naissance, sort de la mer — d'où la coquille — tandis qu'Éros, qui l'accompagne, l'enveloppe d'un manteau [sous toutes réserves : texte ancien],.

Peinture et sculpture
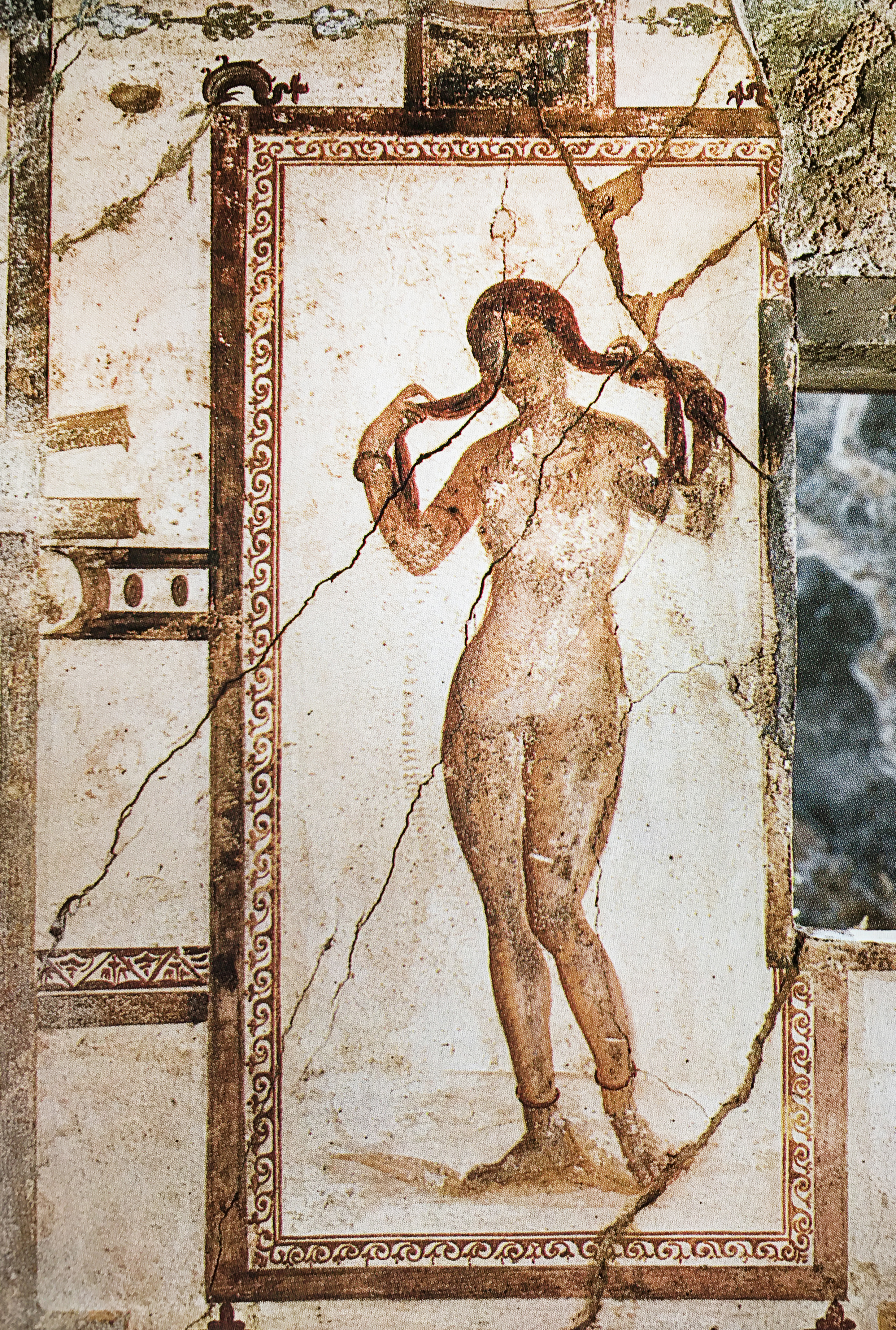
Peinture murale antique, avant 79 apr. J.-C. Maison du Prince de Naples (it), Pompéi
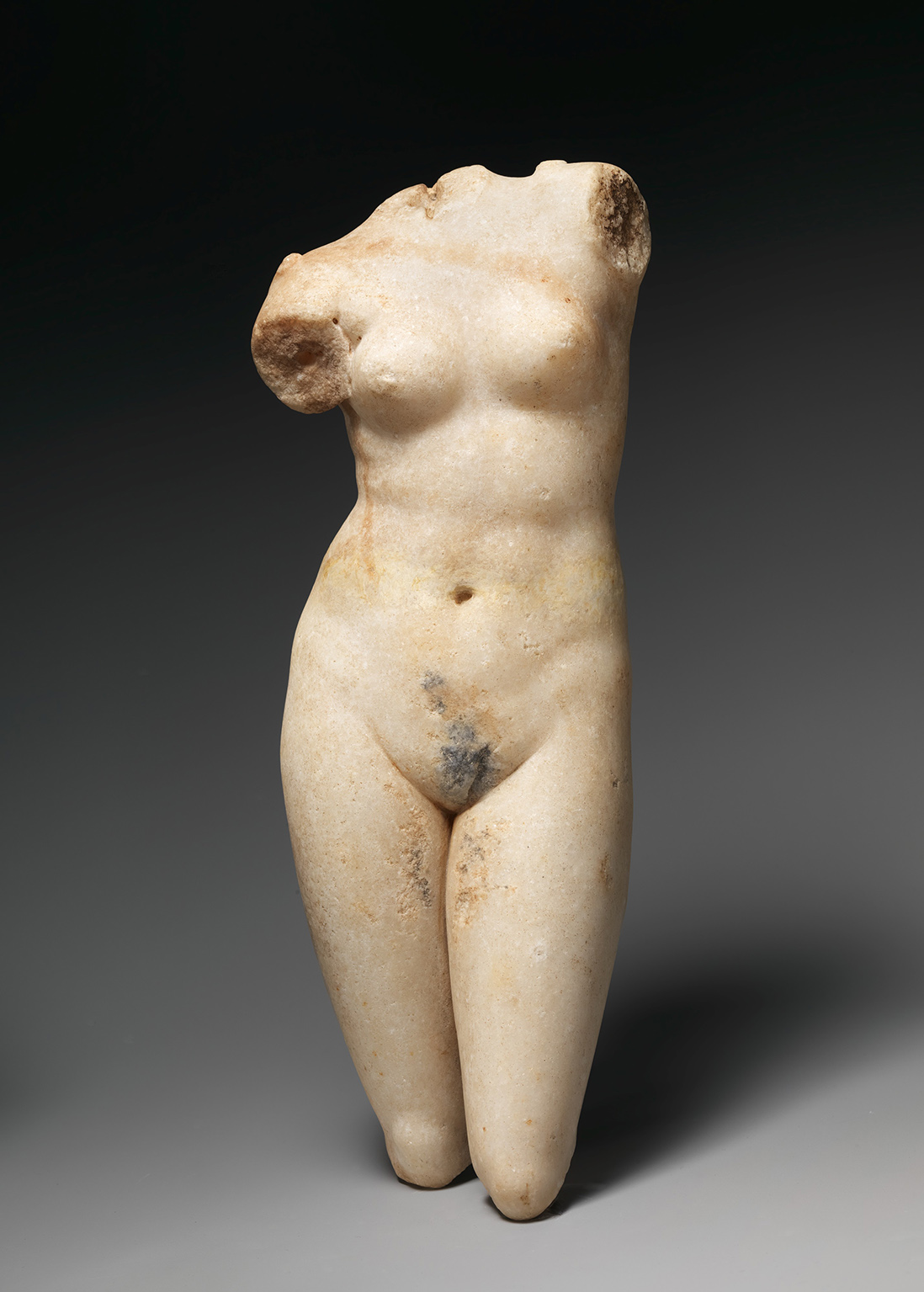
Marbre, H. 31 cm. Art romain, Ier siècle. The Met
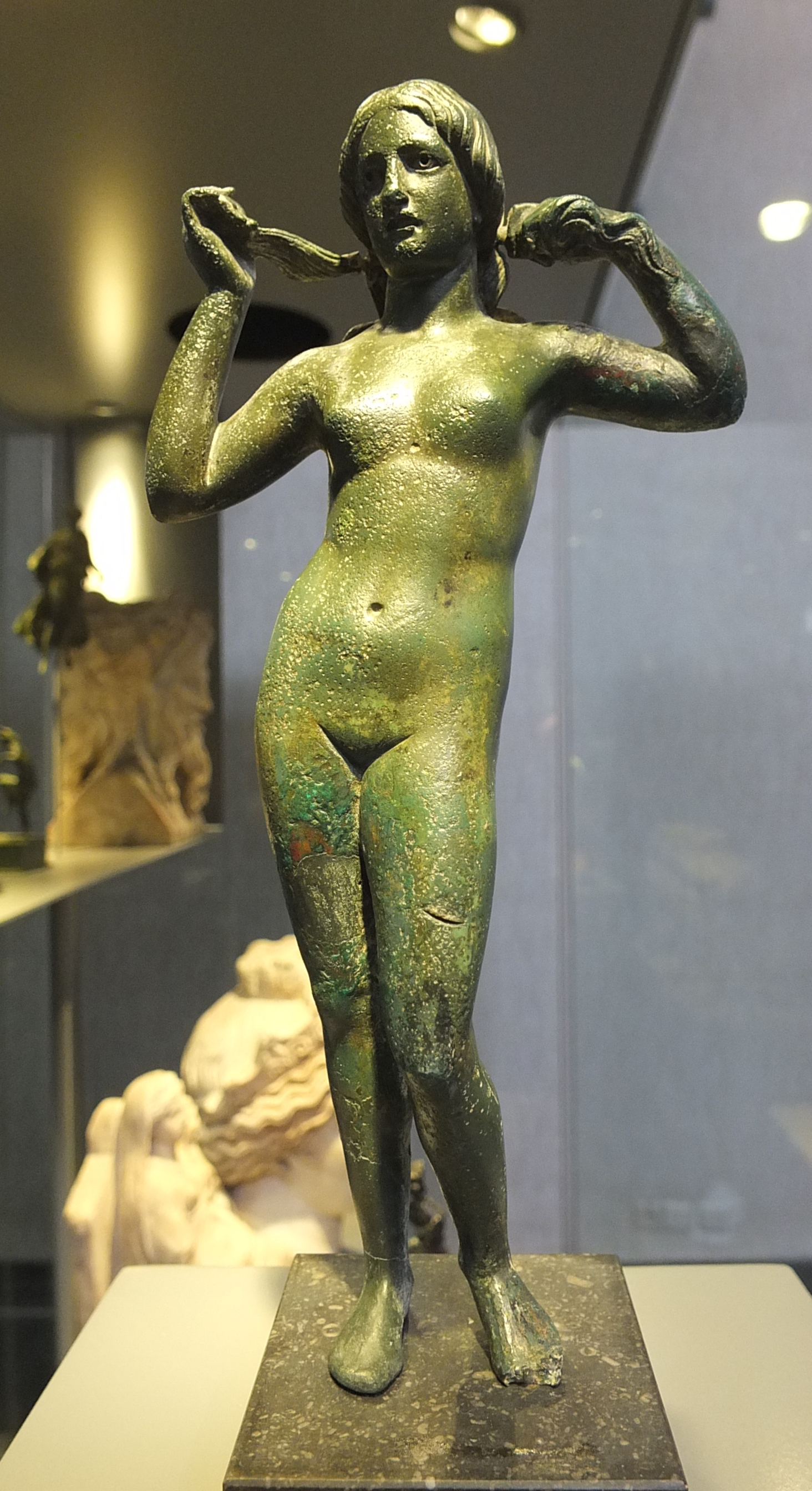
Bronze, H. 24 cm. Art romain, Vers 100-300. Musée royal de Mariemont
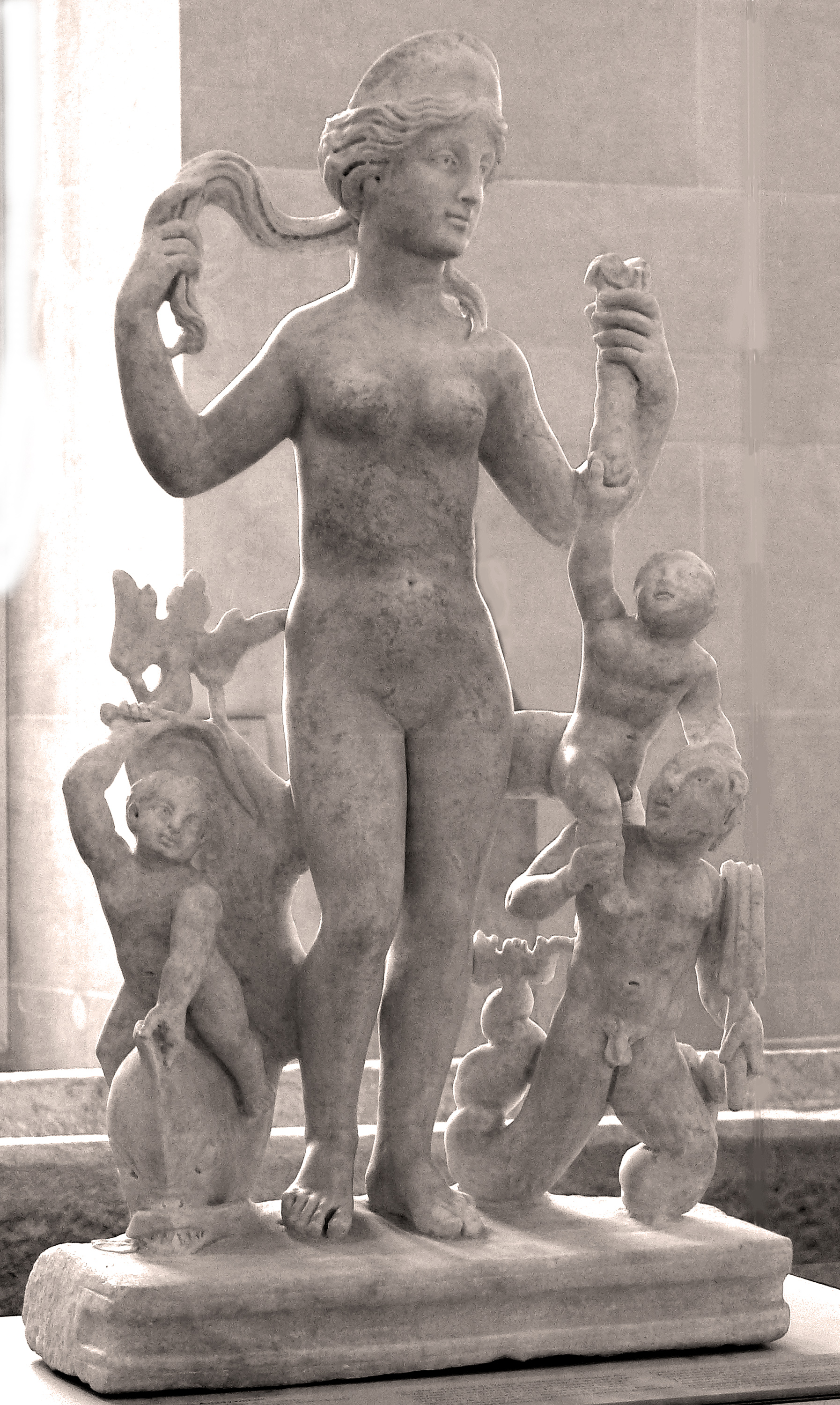
Marbre, H. 76 cm. Aphrodisias, fin IVe début Ve siècle [12]. Musée du Louvre

Terre cuite
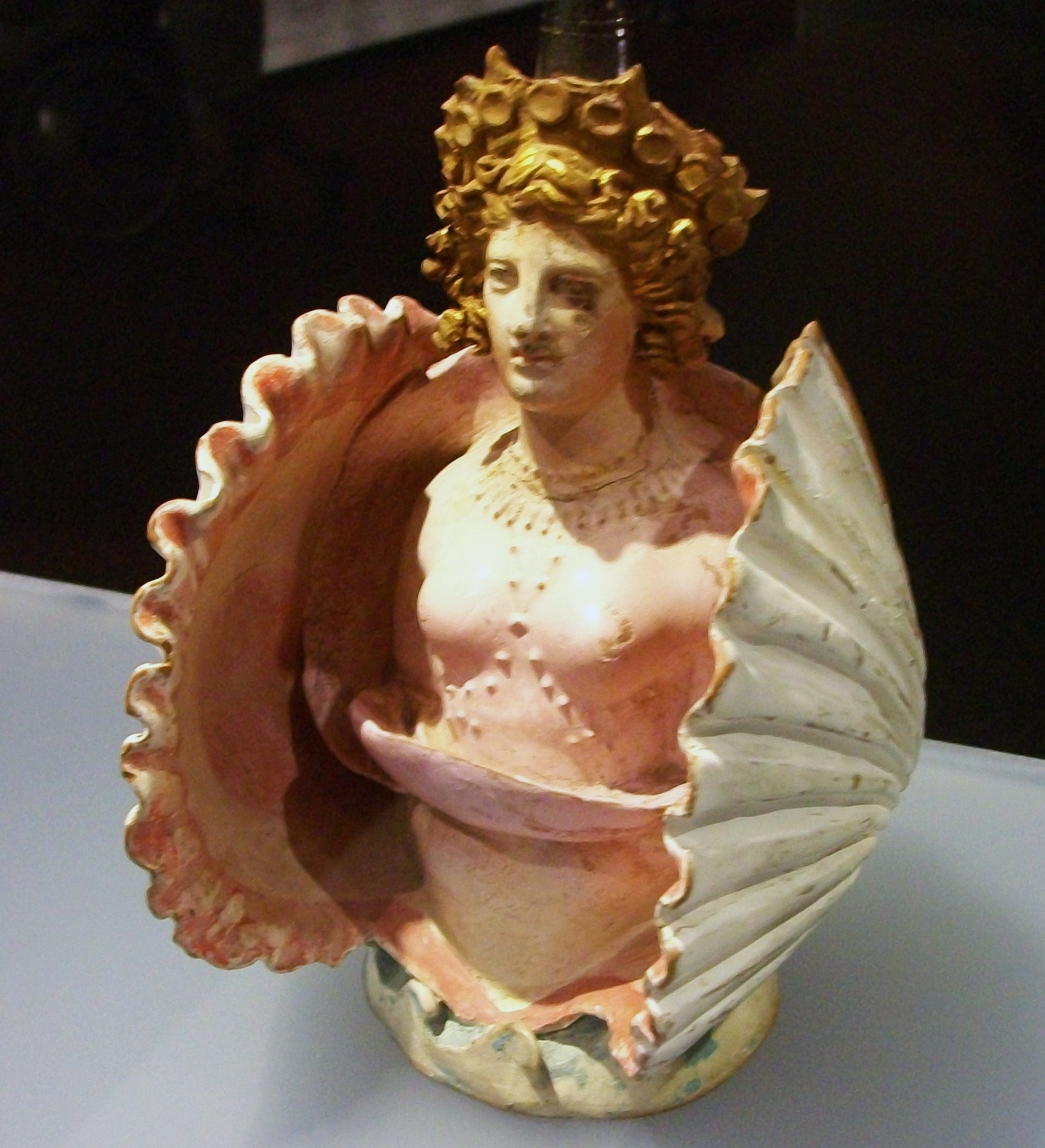
Aphrodite à la coquille. Attique, nécropole de Phanagoria, Premier quart du IVe siècle av. J.-C. Musée de l'Ermitage
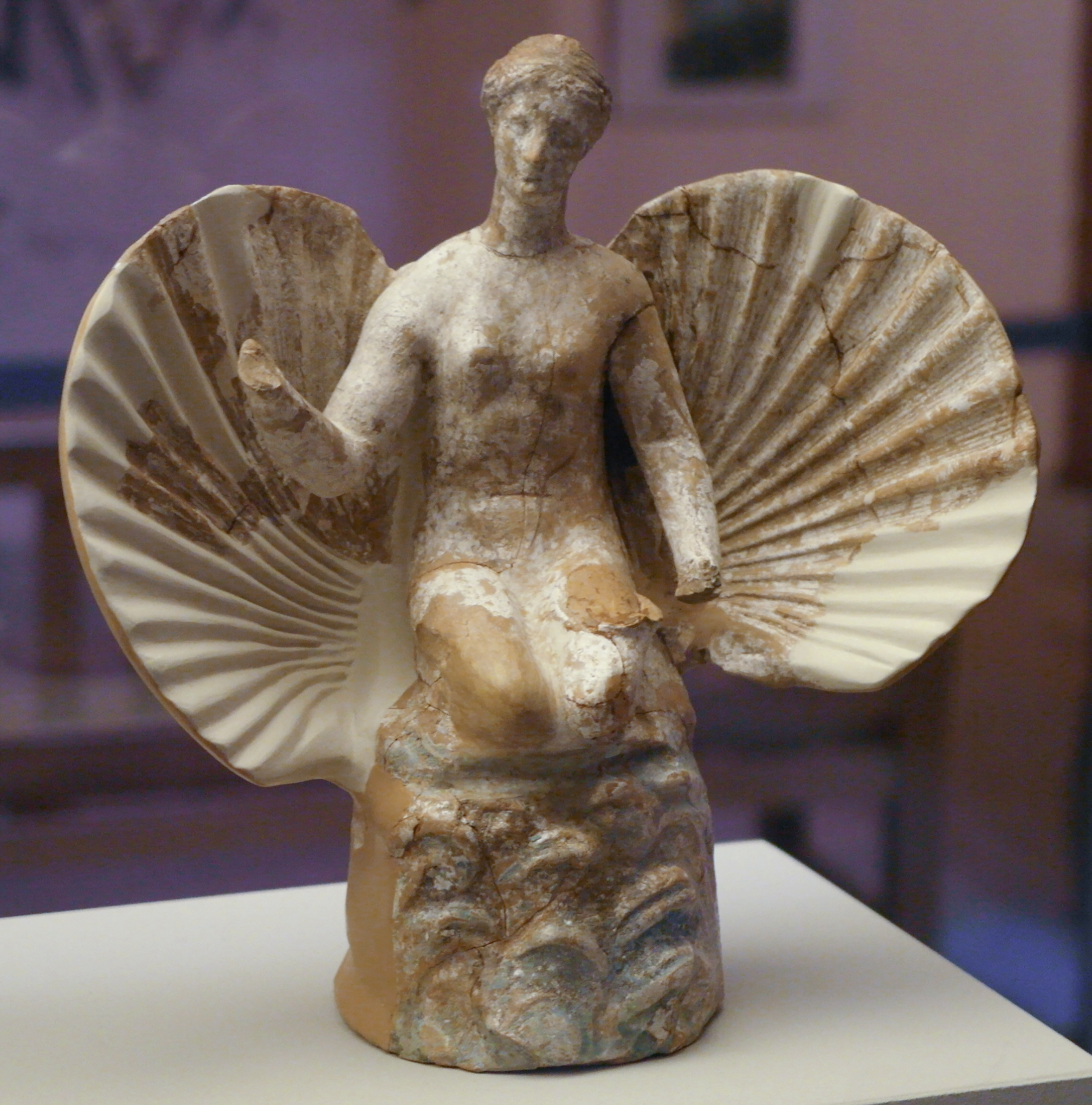
Aphrodite à la coquille. Tanagra, IVe siècle av. J.-C.
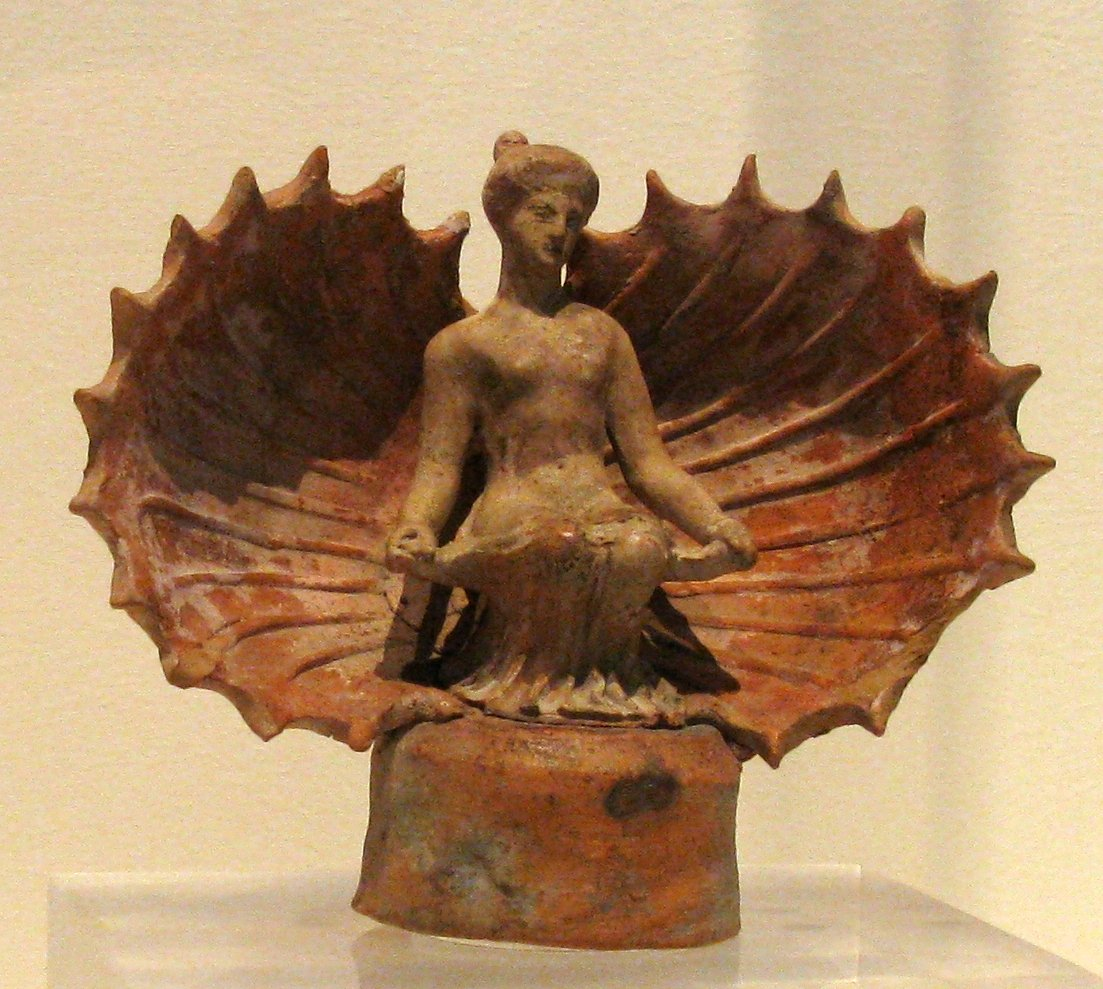
Aphrodite à la coquille. Corinthe, IVe siècle av. J.-C. Musée national archéologique d'Athènes
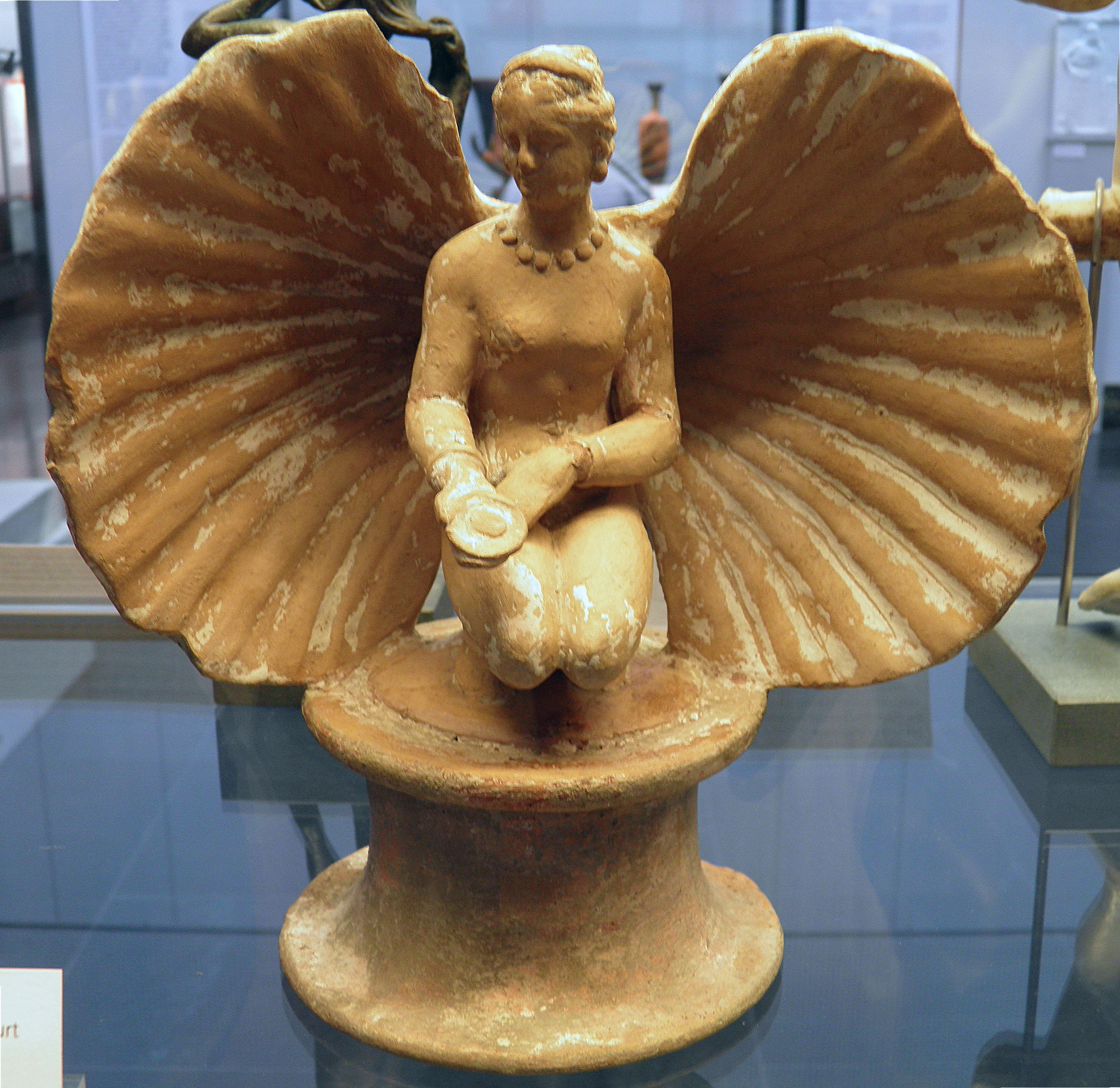
Aphrodite à la coquille. Italie du Sud, IIIe siècle av. J.-C. Staatliche Antikensammlungen, Munich
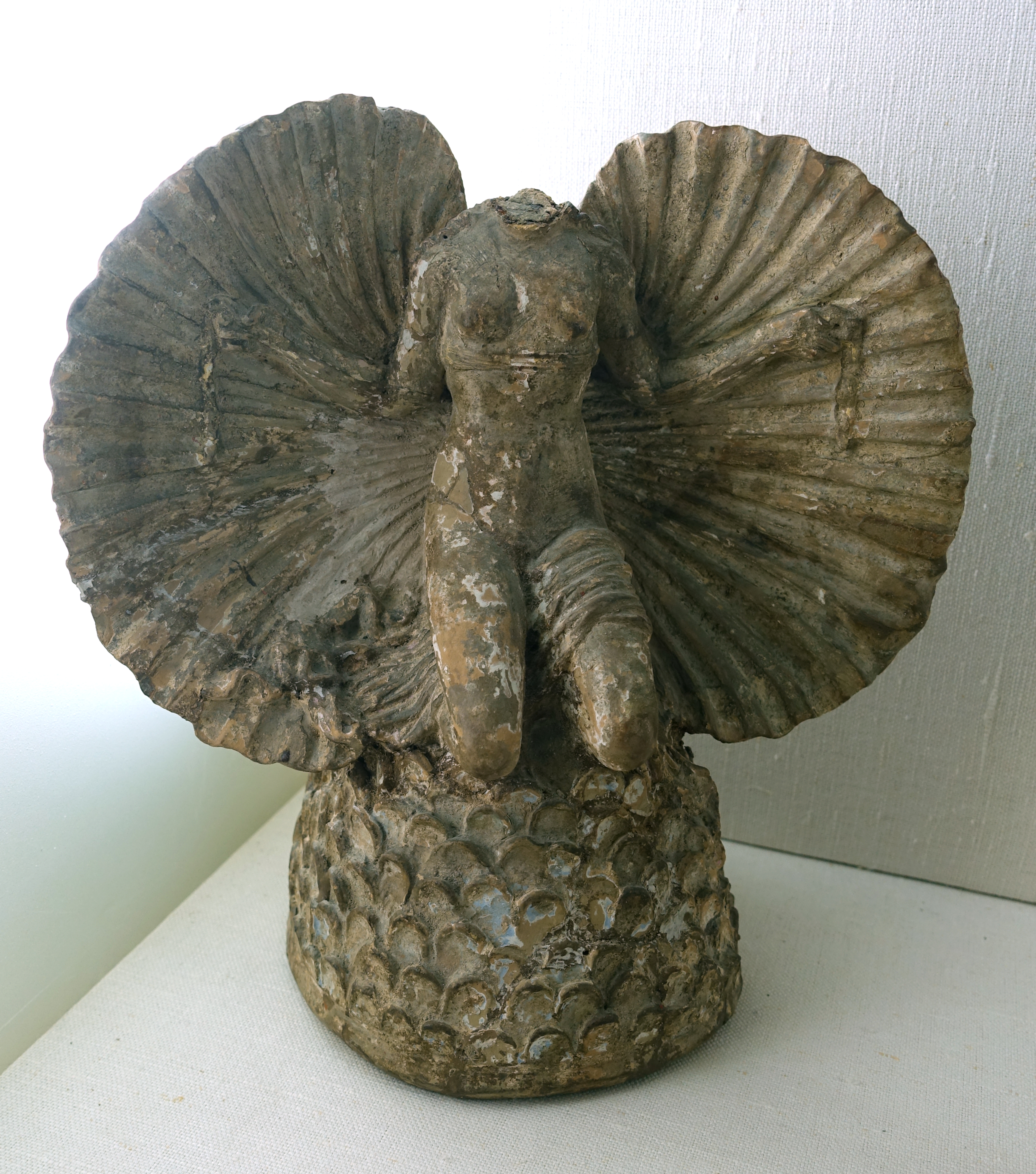
Naissance de Vénus. Asie mineure, Ier siècle av. J.-C. Martin von Wagner Museum, Würzburg

Peinture monumentale
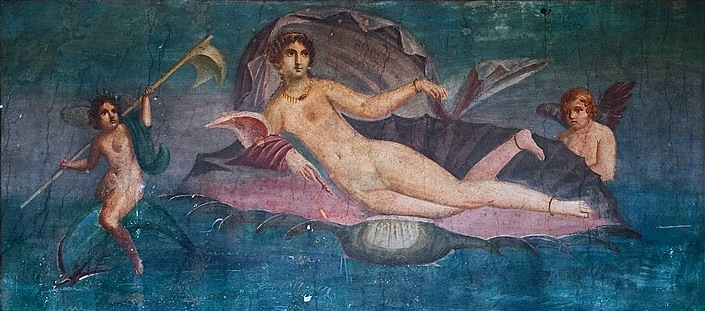
Vénus dans une coquille. Peinture murale située dans le péristyle du jardin de la casa della Venere in conchiglia, Pompéi. 1,82 x 3,67 m. Vers 79 apr. J.-C.

### Modèles
Selon Pline l'Ancien, Campaspe, la concubine préférée d'Alexandre le Grand, aurait été le modèle de l'Anadyomene d'Apelle. Le peintre serait tombé amoureux de Campaspe, après quoi Alexandre aurait généreusement laissé sa concubine au peintre qui était aussi l'un de ses portraitistes attitrés et exclusifs.
Selon Athénée de Naucratis, le modèle serait apparu au peintre sous les traits de Phryné, célèbre courtisane, devant la foule rassemblée sur la plage d'Éleusis, après une célébration des Mystères d'Éleusis. « Phryné était une femme vraiment belle, même dans les parties de sa personne qu'on ne voyait généralement pas : c'est pourquoi il n'était pas facile de la voir nue ; car elle portait une tunique qui couvrait toute sa personne, et elle n'allait jamais aux bains publics. Mais à l'assemblée solennelle de la fête d'Eleusis, et à la fête de la Poséidonia, alors elle déposa ses vêtements à la vue de tous les Grecs assemblés, et s'étant défait les cheveux, elle alla se baigner dans la mer ; et c'est d'elle qu'Apelle prit le modèle d'Aphrodite Anadyomène. » Après son bain, nue, dans la mer, elle en serait sortie et aurait pressé « les masses humides de la longue chevelure qu'elle avait, avant le bain, déliée et laissée tomber sur ses épaules ». Le succès fut immense et la peinture d'Apelle attira une foule de visiteurs sur l'île de Cos.

## Nu et symboles sexuels
L'origine violente, cruelle, de sa naissance - la « Vénus céleste » est bien née du sexe tranché du Ciel, Ouranos, par son fils Cronos, Saturne - et son parèdre, le dieu de la guerre Arès, Mars, tout cela vient complexifier l'image que les Grecs et les Romains s'en faisaient, et, après eux, les hommes de la Renaissance, dont Sandro Botticelli et La Naissance de Vénus, vers 1484-85, mais aussi Pic de la Mirandole et Ange Politien. Georges Didi-Huberman (1999), attentif au pathos relevé par Aby Warburg dans la peinture de Botticelli - visages et corps impassibles, tandis que la passion se déplace "à l'extérieur", « en bordure des corps » -  fait ainsi une lecture renouvelée de la peinture de Botticelli en élargissant le champ des références que la peinture convoque.
Non seulement la féminité incarnée navigue sur sa conque, telle son écrin d'une blancheur de nacre, mais de plus la forme de ce coquillage constitue la métaphore de sa vulve, comme sa blancheur celle de l'hymen.[Interprétation personnelle ?]

## Postérité
- Peinture et sculpture. Le sujet n'a jamais entièrement disparu dans l'art occidental et a été considérablement repris à la Renaissance italienne, avec de nouvelles poussées dans le baroque et le rococo, puis dans la peinture néoclassique, romantique et académique du XIXe siècle tout comme la sculpture, dont la célèbre Vénus à la coquille de James Pradier de 1844[19]. Au moins un nu féminin central est pratiquement requis dans le sujet, ce qui a contribué à sa popularité.

- Poésie : Alfred de Musset, Rolla, 1833

« Regrettez-vous le temps où le ciel sur la terre

Marchait et respirait dans un peuple de dieux;
 
Où Vénus Astarté, fille de l'onde amère,
 
Secouait, vierge encor, les larmes de sa mère,
 
Et fécondait le monde en tordant ses cheveux? »

- Poésie : Vénus anadyomène est le titre d'un poème ironique d'Arthur Rimbaud.

- Cinéma : Uma Thurman, dans ses débuts d'actrice, surgit des eaux d'une fontaine et apparaît comme sur le tableau de Botticelli pour rejoindre son mari barbu aux manières frustes Héphaïstos, dans Les Aventures du baron de Münchhausen (Terry Gilliam, 1988) ;

- Mannequinat : Cindy Crawford a joué les Vénus, posant nue au creux d'une énorme coquille Saint-Jacques.

## Galerie

La Naissance de Vénus, Sandro Botticelli, 1485
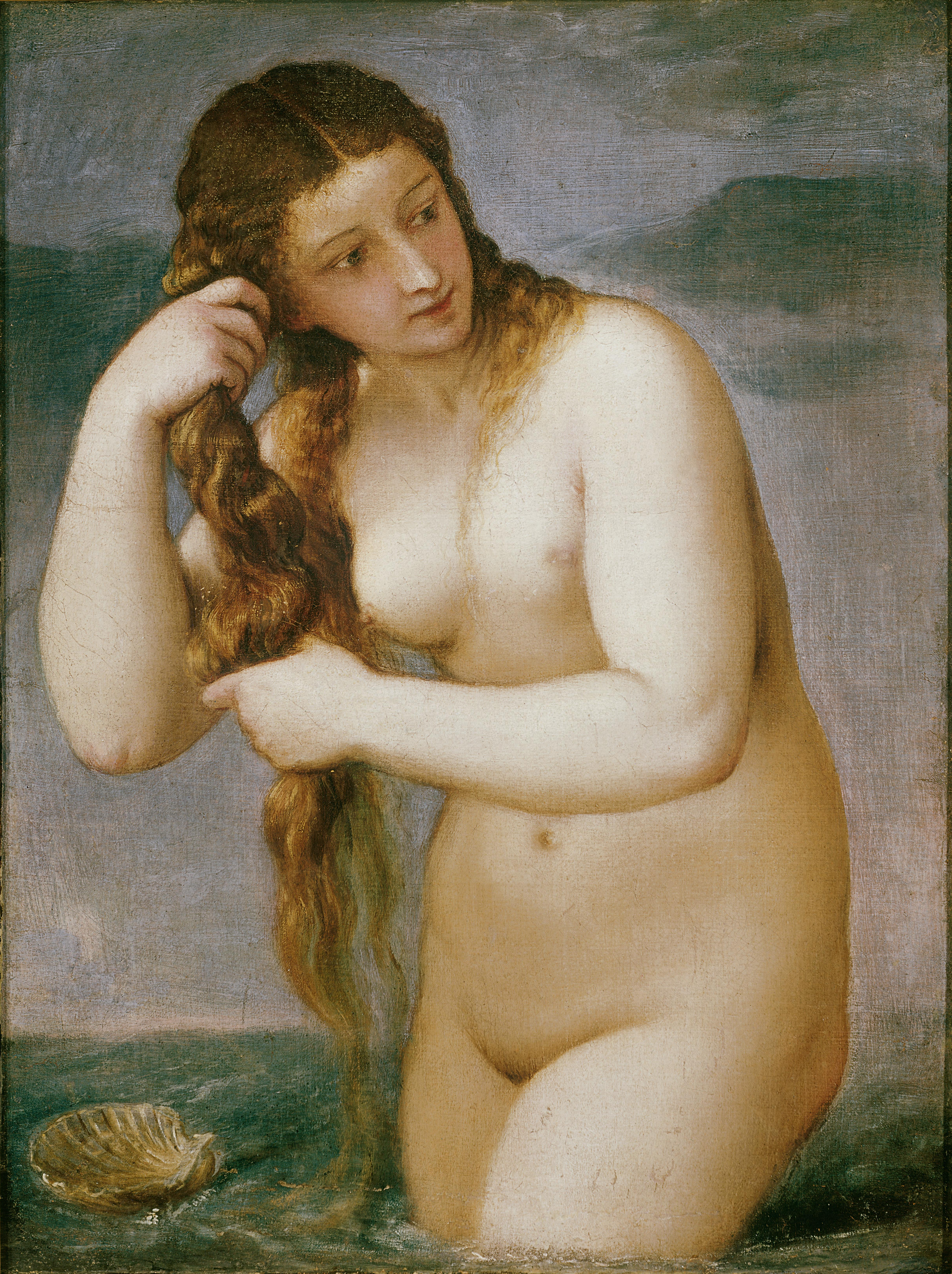
Vénus anadyomène, Titien, 1525
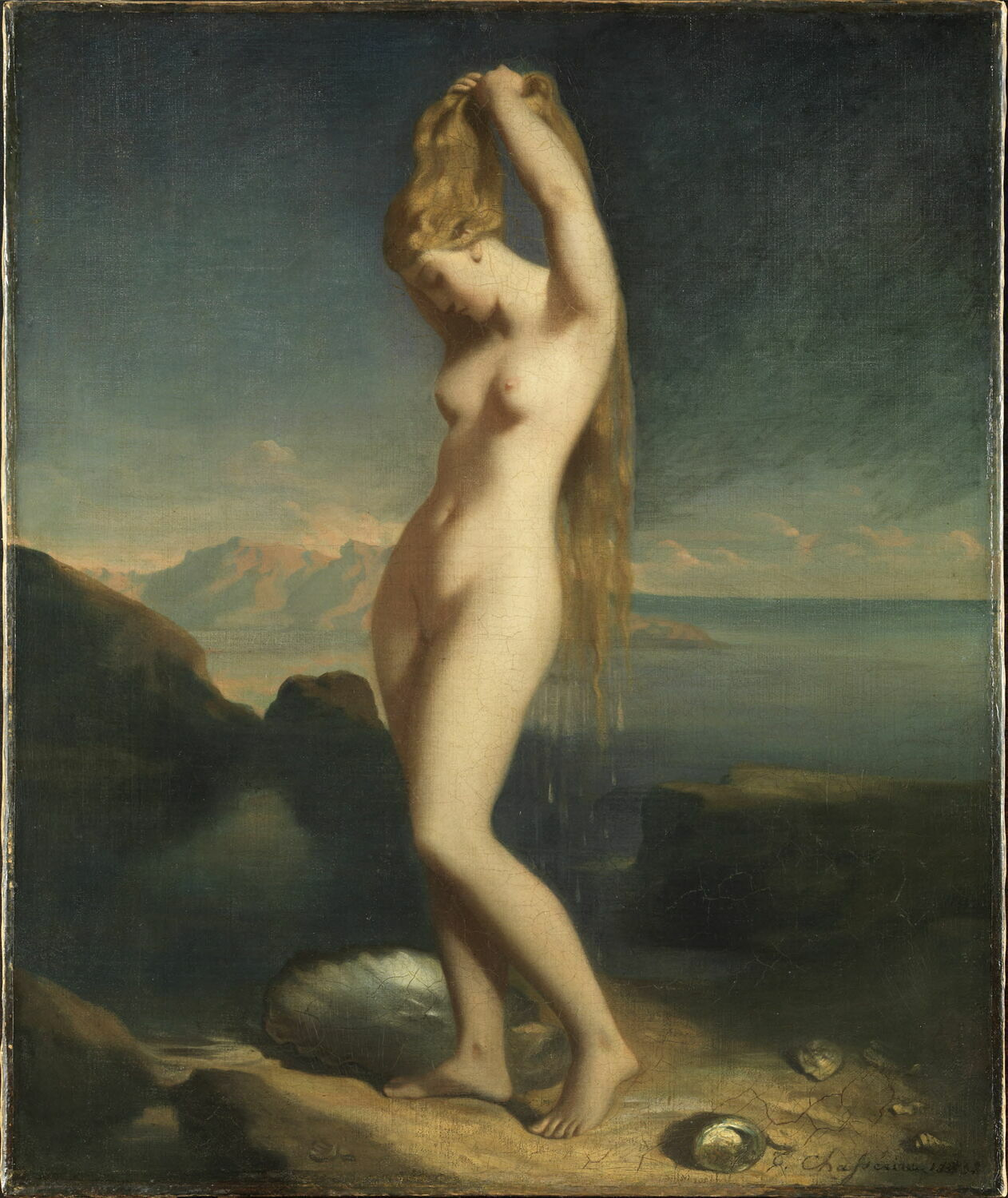
Vénus anadyomène, Théodore Chassériau, 1838
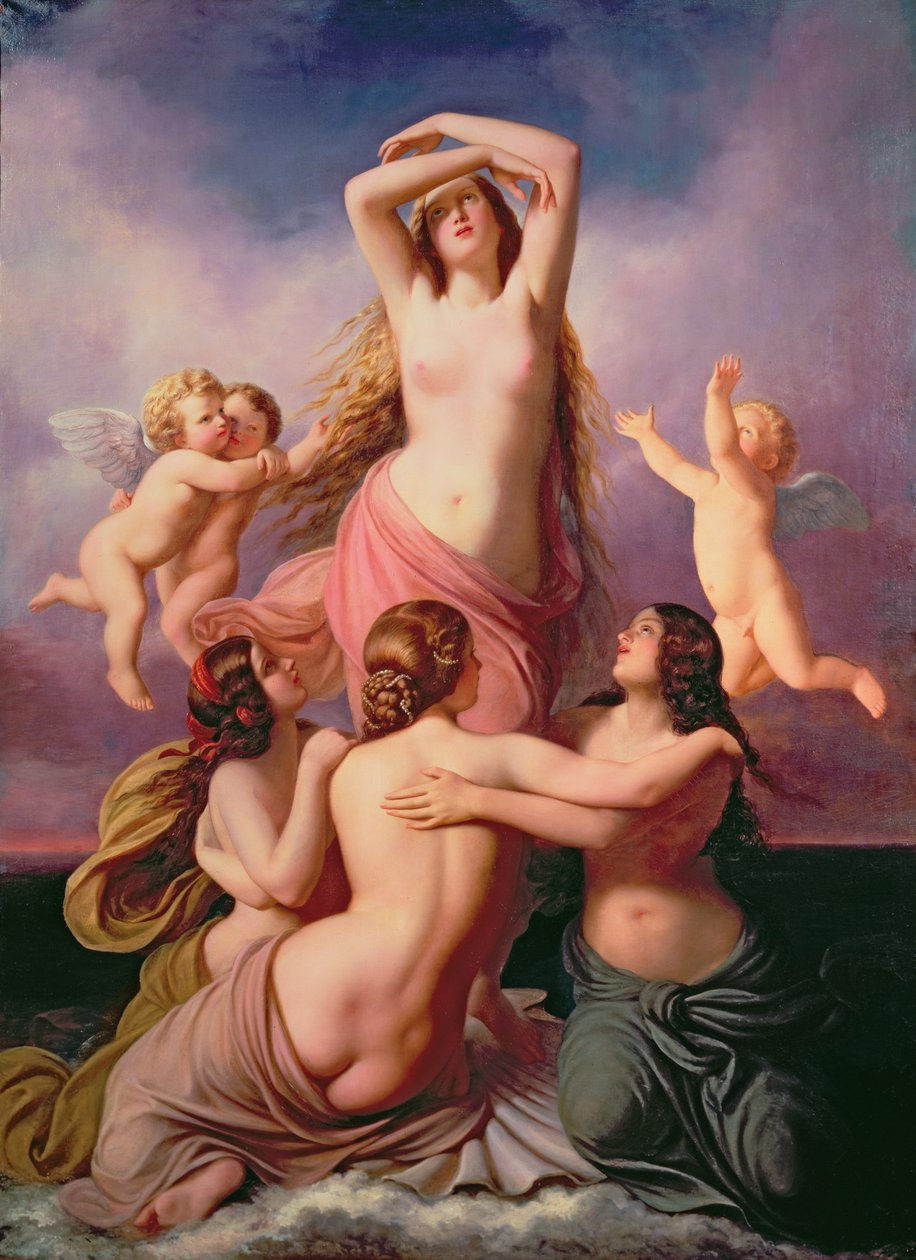
Die Geburt der Venus, Eduard Steinbrück, 1846
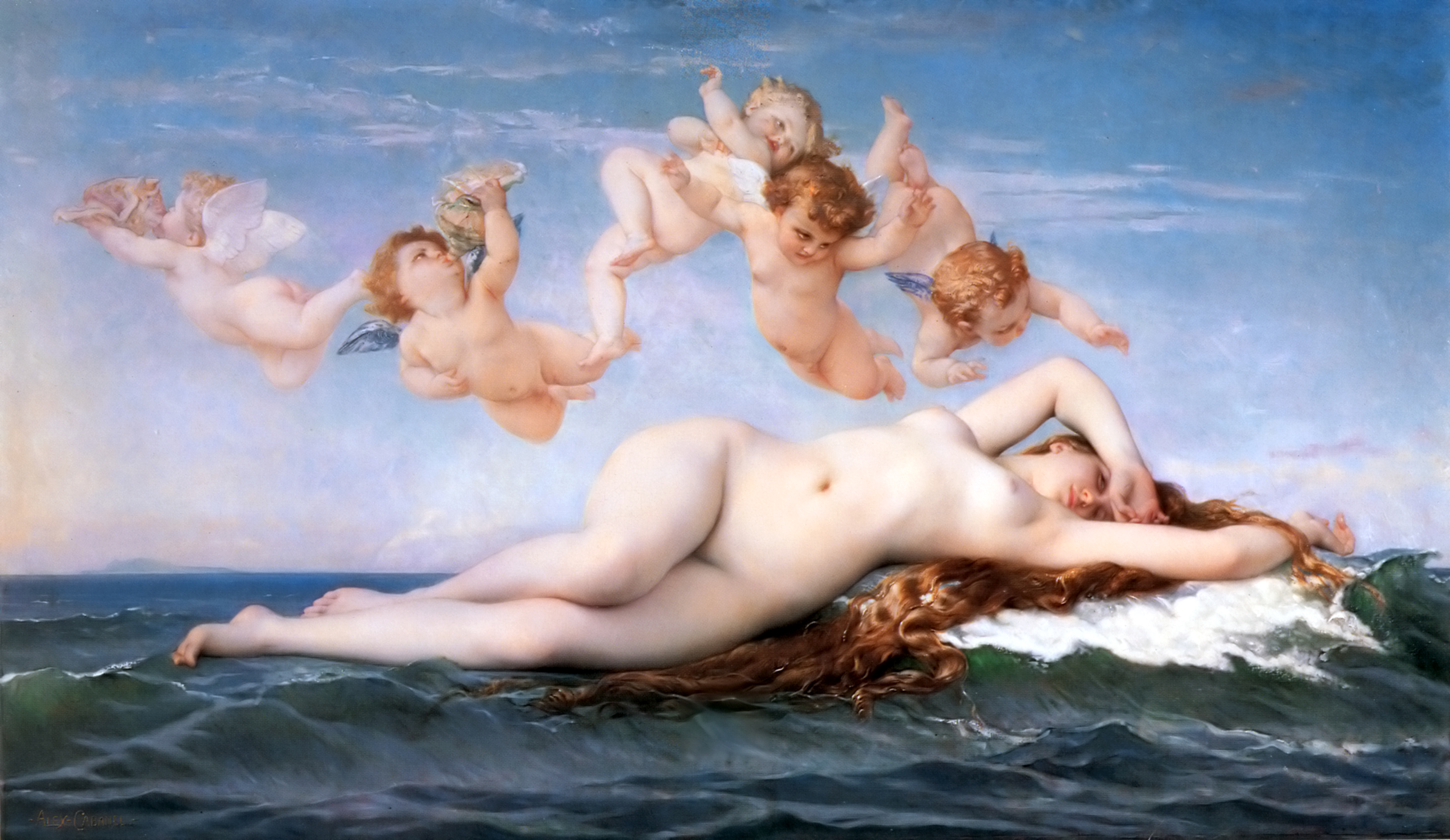
La Naissance de Vénus , Alexandre Cabanel, 1863
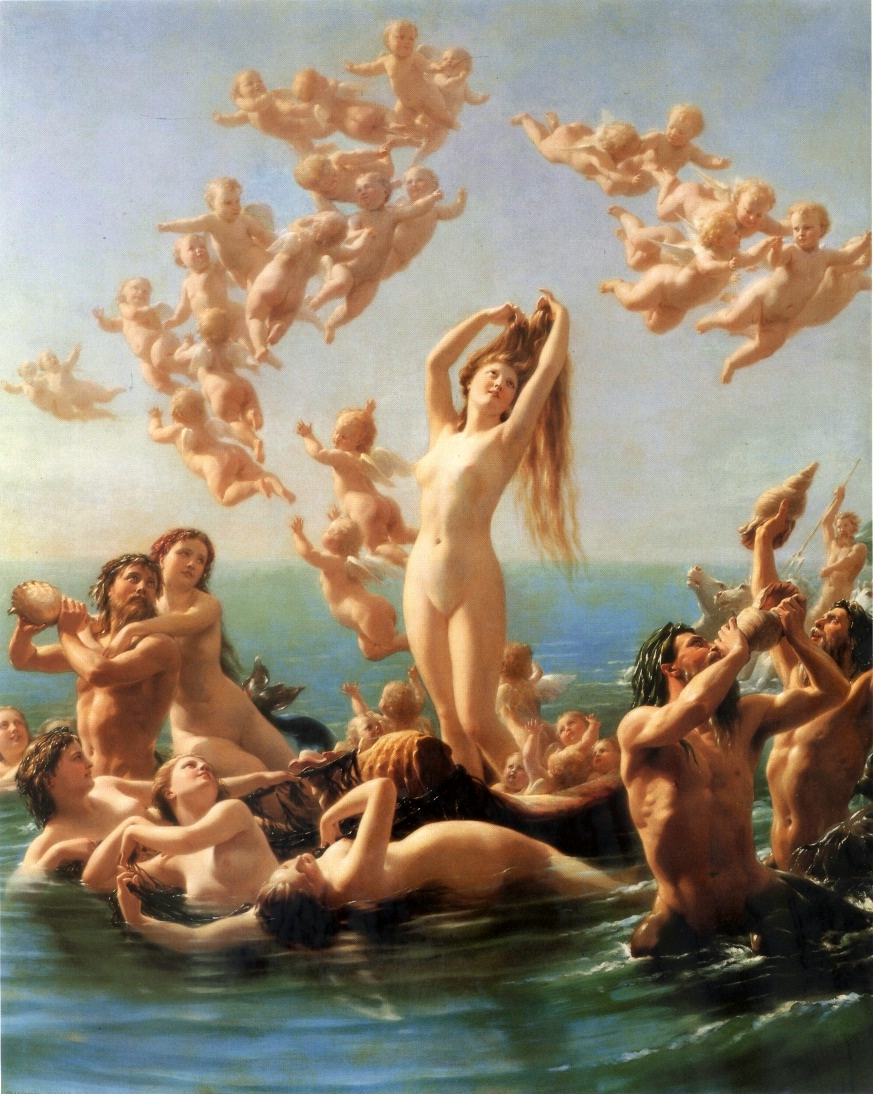
Naissance de Vénus, Fritz Zuber-Bühler, 1877
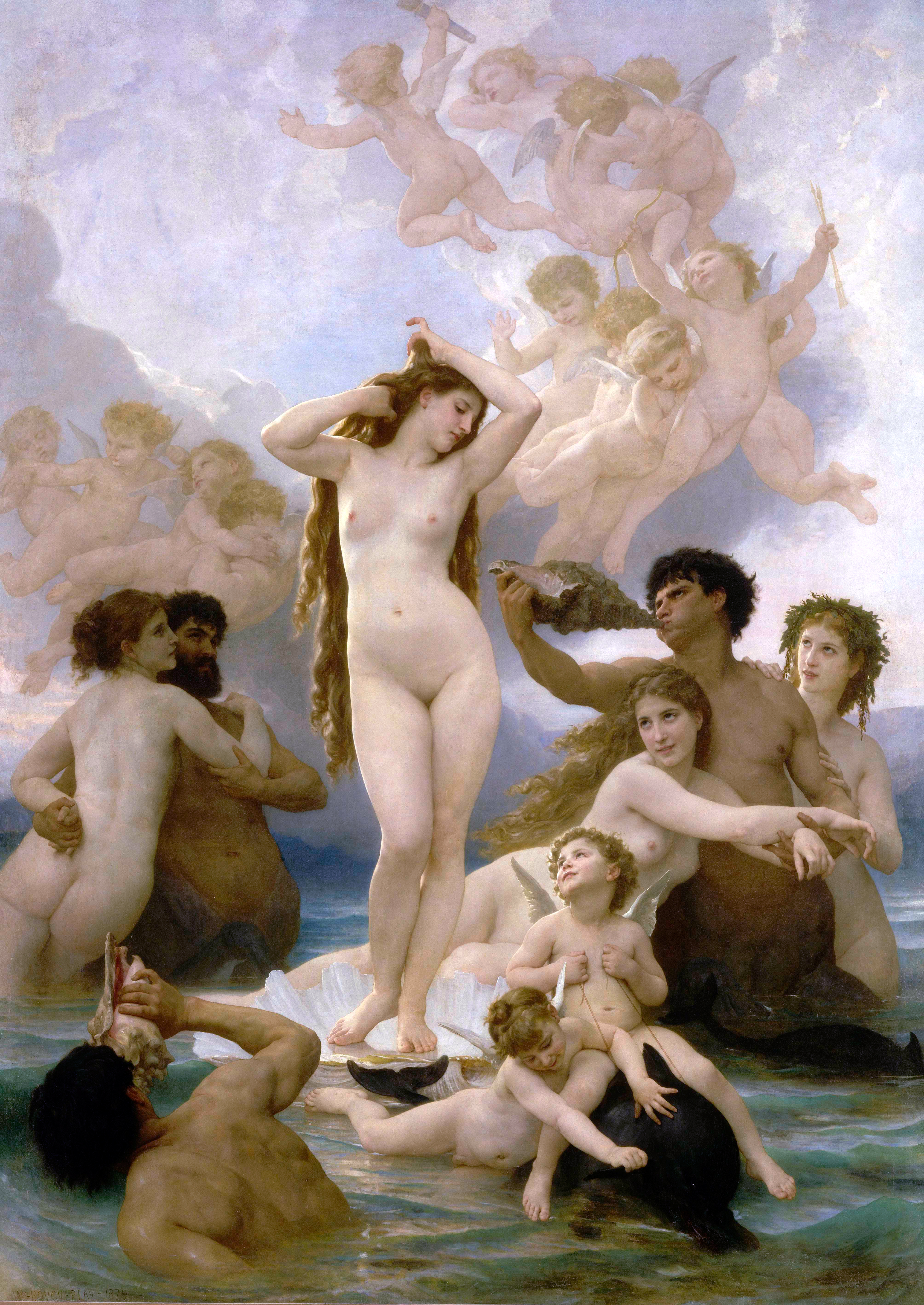
La Naissance de Vénus, William Bouguereau, 1879
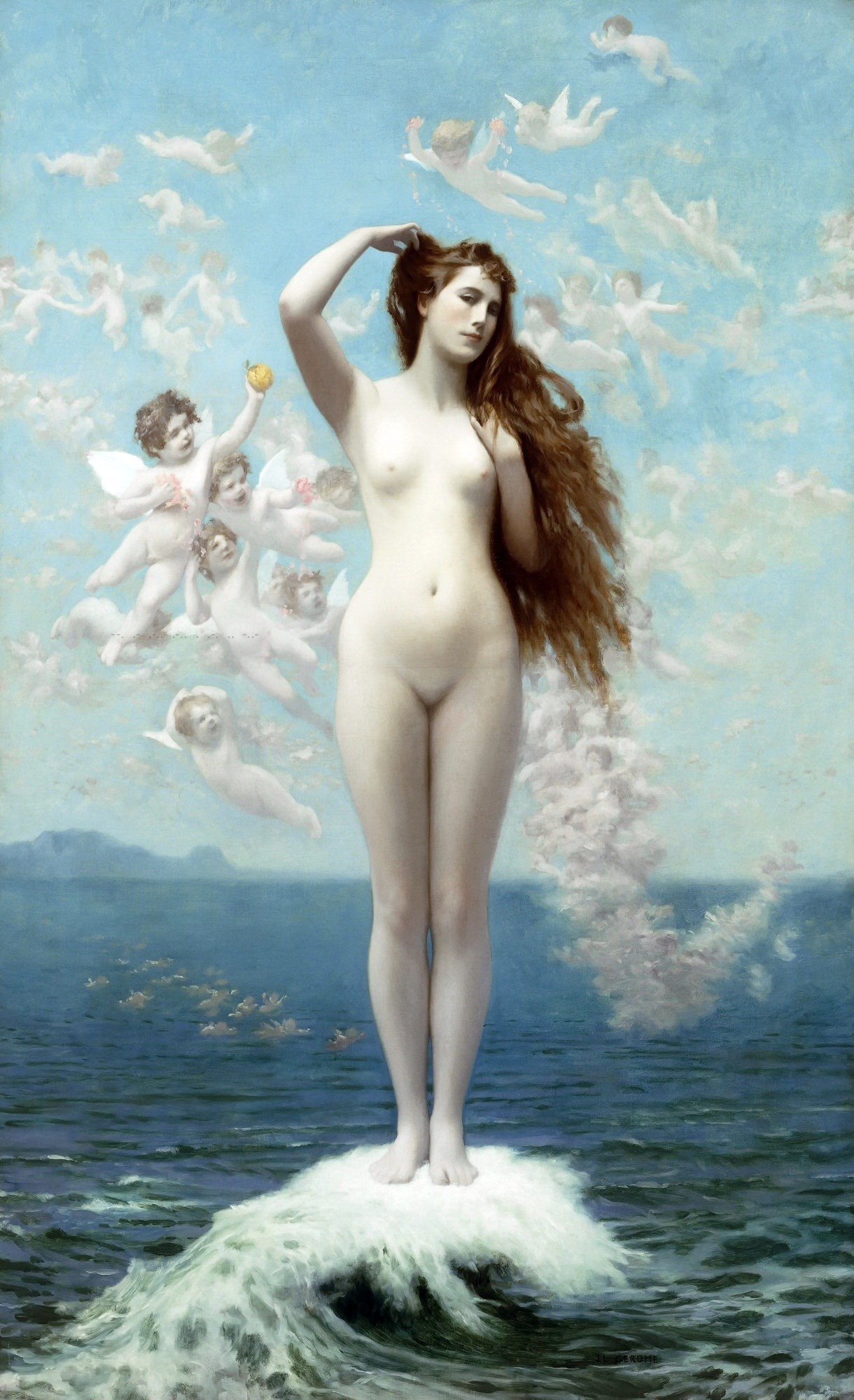
La Naissance de Vénus, Jean-Léon Gérôme, 1890